# Leucostele terscheckii
 (août 2025).
Espèce
Leucostele terscheckii est une espèce sud-américaine de la famille des Cactaceae.

## Taxonomie
L'épithète honore Carl Adolph Terscheck botaniste et jardinier à Dresde.

## Répartition
Leucostele terscheckii est originaire de la Bolivie et du Nord-Ouest de l'Argentine.

## Systématique
Le nom correct complet (avec auteur) de ce taxon est Leucostele terscheckii (J.Parm. (d) ex Pfeiff.) Schlumpb. (d).
L'espèce a été initialement classée dans le genre Cereus sous le basionyme Cereus terscheckii J.Parm. ex Pfeiff..
Leucostele terscheckii a pour synonymes :
- Cereus fercheckii J.Parm.
- Cereus fercheckii J.Parm.Pfeiff.
- Cereus terscheckii J.Parm.
- Cereus terscheckii J.Parm.Pfeiff.
- Echinopsis terscheckii var. montana (Backeb.) H.Friedrich & G.D.Rowley
- Echinopsis terscheckii (J.Parm.Pfeiff.) H.Friedrich & G.D.Rowley
- Pilocereus terscheckii (J.Parm.Pfeiff.) Rümpler
- Pilocereus terschenckii (J.Parm.Pfeiff.) Rümpler
- Pilocereus terschenckii (J.Parm.Pfeiff.) RümplerPfeiff.
- Trichocereus terscheckii var. montanus Backeb.
- Trichocereus terscheckii (J.Parm.Pfeiff.) Britton & Rose
- Trichocereus terscheckioides F.Ritter